# المرأة في الفيزياء
تهتم المقالة بذكر دور المرأة في الفيزياء.

## الحائزات على جائزة نوبل
- عام 1903، ماري كوري: «تقديراً للخدمات غير العادية التي قدمتها من خلال أبحاثها المشتركة حول الظواهر الإشعاعية التي اكتشفها البروفسور هنري بيكريل».[1]
- عام 1963، ماريا غوبرت ماير: «لاكتشافاتها المتعلقة بهيكل القنبلة النووية».[2]
- عام 2018، دونا ستريكلاند: «بسبب دورها في اكتشاف طريقة للحصول على النبضات الضوئية عالية الكثافة والقصيرة للغاية».[3]

فازت الثلاث نساء بجائزة نوبل في الفيزياء التي تمنح سنويًا منذ عام 1901 من قبل الأكاديمية الملكية السويدية للعلوم. كانت ماري كوري هي أول امرأة تحصل على الجائزة في عام 1903، إلى جانب بيير كوري وهنري بيكريل - تعتبر أيضا هي المرأة الوحيدة التي حصلت على جائزتي نوبل (الجائزة الثانية هي جائزة نوبل في الكيمياء عام 1911). بينما أصبحت ماريا غوبرت ماير هي ثاني امرأة تفوز بالجائزة في عام 1963، لمساهماتها في فهم بنية القشرة النووية. كما فازت دونا ستريكلاند بجائزة نوبل عام 2018 عن عملها في النبضات الضوئية عالية الكثافة والقصيرة للغاية مع العلم أنها بدأت في دراستها في الثمانينات مع جيرار مورو.

## جدول زمني لمشاركات النساء في الفيزياء
- عام 1740: نشرت إيميلي دو شاتليه مبادئ الفيزياء أو أسس الفيزياء.[5]
- عام 1903: حصلت ماري كوري على جائزة نوبل في الفيزياء لتصبح بذلك هي أول امرأة تفوز بالجائزة، أصبحت بعد ذلك أول أستاذة بجامعة باريس.[6]
- عام 1911: حصلت ماري كوري على جائزة نوبل للمرة الثانية لتصبح بذلك هي أول شخص يفوز بجائزتي نوبل والشخص الوحيد الذي يفوز في مجالين علمين مختلفين.
- عام 1918: قدمت إيمي نويثر نظرية نويثر تشرح فيها العلاقة بين قوانين التناظر وبقاء الطاقة.[7]
- عام 1926: أصبحت كاثرين بور بلودجيت أول امرأة تحصل على درجة الدكتوراه في الفيزياء من جامعة كامبريدج.[8]
- عام 1929: ناقشت سيسيليا هيلينا باين رسالة الدكتوراه التي تنص على أن النجوم في المقام الأول تتألف من الهيدروجين والهيليوم.[9]
- عام 1939: ساعدت ليز مايتنر في قيادة مجموعة صغيرة من العلماء الذين اكتشفوا الانشطار النووي لليورانيوم لأول مرة عندما امتص نيوترونًا إضافيًا.[10]
- عام 1941: التحقت روبي باين سكوت بمختبر الفيزياء الراديوي في هيئة البحوث الأسترالية (CSIRO) التابعة لحكومة أستراليا، لتصبح بذلك هي أول امرأة فلكية راديوية.[11]
- عام 1963: أصبحت ماريا غوبرت ماير ثاني امرأة تفوز بجائزة نوبل في الفيزياء لتطوير النموذج الرياضي للنموذج الغلافي للنواة.[12]
- عام 1964: تحدثت شين شيونغ وو في معهد ماساتشوستس للتكنولوجيا عن التمييز بين الجنسين.[13]
- عام 1967: شاركت جوسلين بيل بورنيل في اكتشاف أول الموجات النابضة اللاسلكية.
- عام 1972: أصبحت ساندرا فابر أول امرأة تنضم إلى طاقم مرصد ليك الفلكي في جامعة كاليفورنيا، سانتا كروز.[14]
- عام 1978: تم منح شين شيونغ وو جائزة وولف في الفيزياء لمساعدتها في تطوير النموذج القياسي.
- عام 1978: انضمت سالي رايد إلى وكالة ناسا وأصبحت أول رائدة فضاء أمريكية في عام 1983.
- عام 1985: تم تعيين ميلدريد دريسلهوس في منصب أستاذة بمعهد النساء في معهد ماساتشوستس للتكنولوجيا.[15]
- عام 1986: تم منح جائزة ماريا غوبرت ماير لأول مرة لتكريم الشابات الفيزيائيات في بداية حياتهم المهنية.[16]
- عام 2000: أصبحت ميلدريد دريسلهوس مدير مكتب العلوم في وزارة الطاقة بالولايات المتحدة.
- عام 2001: استطاعت لين هاو ايقاف شعاع الضوء تمامًا.[17]
- عام 2002-2004: شغلت جوسلين بيل بورنيل منصب رئيس الجمعية الفلكية الملكية.
- عام 2003: أصبحت ديبورا إس جين وفريقها أول من قام بتكثيف أزواج من الفرميونات.[18]
- عام 2016: أصبحت فابيولا جيانوتي أول امرأة تشغل منصب المدير العام للمنظمة الأوروبية للبحوث النووية (CERN).[19]

## المشاركات الفيزيائية النسائية البارزة
- إيميلي دو شاتليه (1706-1749) فيزيائية فرنسية، عالمة رياضيات، مؤلفة وفيلسوفة.
- ماري كوري (1867-1934) فيزيائية وكيميائية فرنسية.
- ليز مايتنر (1878-1968) فيزيائية نمساوية وسويدية.
- إيمي نويثر (1882-1935) عالمة رياضيات ألمانية.
- كاثرين بور بلودجيت (1898-1979) فيزيائية وكيميائية أمريكية.
- سيسيليا هيلينا باين (1900-1979) عالمة فيزياء فلكية وفلكية أمريكية من أصل بريطاني.
- ماريا غوبرت ماير (1906-1972) فيزيائية نظرية ألمانية – أمريكية الأصل.
- شين شيونغ وو (1912-1997) فيزيائية تجريبية صينية أمريكية.
- روبي باين سكوت (1912-1981) عالمة فلك راديو أسترالية.
- ميلدريد دريسلهوس (1930-2017) فيزيائية أمريكية.
- ايفلين فوكس كيلر (1936 -) فيزيائية أمريكية وكاتبة نسوية.
- ساندرا فابر (1944 -) عالمة فيزياء فلكية من الولايات المتحدة.
- سالي رايد (1951-2012) فيزيائية أمريكية، رائدة الفضاء ومهندسة.
- جوسلين بيل بورنيل (1953-) عالمة فيزياء فلكية من أيرلندا الشمالية.
- لين هاو (1959-) فيزيائية دنماركية.
- فابيولا جيانوتي (1960 -) فيزيائية إيطالية.
- ديبورا إس جين (1968-2016) فيزيائية أمريكية.

## وصلات خارجية
- المرأة في الفيزياء، المشاكل والحلول.
- المرأة في الملامح الفيزيائية.
- 17 إمراة غيرن وجه الفيزياء.